# Skladebné principy
Skladebné principy nebo skladebné postupy je souhrn pravidel pro uspořádání prvků v obrazu, které se uplatňují v různých sdělovacích systémech a oborech. Mají obecnou platnost. Autoři je používají ve fotografii, filmu, malbě, architektuře, hudbě nebo průmyslovém designu. Jsou to principy role, rytmu, kontrastu, symetrie a proporce.
- Princip role – základní princip skladby obrazu
- Princip rytmu – opakování stejných nebo podobných prvků, tvarů, tónů a barev
- Princip symetrie – pravidelné rozmístění prvků kolem středu nebo některé osy
- Princip kontrastu – vzájemné postavení dvou nebo více dostatečně rozdílných kvantit téže kvality
- Princip proporce – pro posouzení velikosti ostatních objektů[1]